# Лейсі-Лейкв'ю (Техас)
Лейсі-Лейкв'ю (англ. Lacy Lakeview) — місто (англ. city) в США, в окрузі Макленнан штату Техас. Населення — 6988 осіб (2020).

## Географія
Лейсі-Лейкв'ю розташоване за координатами 31°37′45″ пн. ш. 97°6′18″ зх. д. / 31.62917° пн. ш. 97.10500° зх. д. (31.629269, -97.105050).  За даними Бюро перепису населення США в 2010 році місто мало площу 10,82 км², з яких 10,75 км² — суходіл та 0,08 км² — водойми.

## Демографія
Згідно з переписом 2010 року, у місті мешкало 6489 осіб у 2662 домогосподарствах у складі 1599 родин. Густота населення становила 600 осіб/км².  Було 2850 помешкань (263/км²).
Расовий склад населення:
| - 63,8 % — білих - 20,6 % — чорних або афроамериканців - 0,9 % — азіатів - 0,7 % — корінних американців - 10,9 % — осіб інших рас |

До двох чи більше рас належало 3,1 %. Частка іспаномовних становила 23,8 % від усіх жителів.
За віковим діапазоном населення розподілялося таким чином: 26,3 % — особи молодші 18 років, 63,3 % — особи у віці 18—64 років, 10,4 % — особи у віці 65 років та старші. Медіана віку мешканця становила 31,8 року. На 100 осіб жіночої статі у місті припадало 97,0 чоловіків;  на 100 жінок у віці від 18 років та старших — 95,3 чоловіків також старших 18 років.
Середній дохід на одне домашнє господарство  становив 41 883 долари США (медіана — 33 653), а середній дохід на одну сім'ю — 45 356 доларів (медіана — 36 814). Медіана доходів становила 35 977 доларів для чоловіків та 26 644 долари для жінок. За межею бідності перебувало 26,1 % осіб, у тому числі 33,8 % дітей у віці до 18 років та 21,9 % осіб у віці 65 років та старших.
Цивільне працевлаштоване населення становило 2891 особа. Основні галузі зайнятості: освіта, охорона здоров'я та соціальна допомога — 23,0 %, роздрібна торгівля — 12,6 %, виробництво — 9,7 %, науковці, спеціалісти, менеджери — 9,5 %.